# Dărmănești (Suceava)
Dărmăneşti è un comune della Romania di 5 947 abitanti, ubicato nel distretto di Suceava, nella regione storica della Bucovina.
Il comune è formato dall'unione di 6 villaggi: Călinești, Călinești-Vasilache, Dănila, Dărmănești, Măriței, Mărițeia Mică.
La sede comunale si trova nell'abitato di Măriţei.